# William K. Brewster

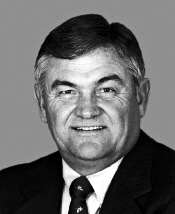
William K. Brewster

William K. „Bill“ Brewster (* 8. November 1941 in Ardmore, Oklahoma; † 3. Oktober 2022 in Marietta, Oklahoma) war ein US-amerikanischer Politiker (Demokratische Partei). Zwischen 1991 und 1997 vertrat er den dritten Wahlbezirk des Bundesstaates Oklahoma im US-Repräsentantenhaus.

## Werdegang
William Brewster besuchte die öffentlichen Schulen seiner Heimat und in Texas. Bis 1968 studierte er an der Southwestern Oklahoma State University. Zwischen 1966 und 1971 war er Mitglied der Reserve der US-Armee. In den folgenden Jahren wurde er Apotheker, Viehzüchter und Inhaber einer Immobilienfirma.
Politisch wurde Brewster Mitglied der Demokratischen Partei. Zwischen 1983 und 1990 war er Abgeordneter im Repräsentantenhaus von Oklahoma. 1990 wurde er im dritten Distrikt von Oklahoma in das US-Repräsentantenhaus gewählt. Dabei konnte er sich innerhalb seiner Partei gegen den bisherigen Kongressabgeordneten Wes Watkins durchsetzen. Nach zwei Wiederwahlen konnte Brewster zwischen dem 3. Januar 1991 und dem 3. Januar 1997 insgesamt drei Legislaturperioden im Kongress absolvieren.
Im Jahr 1996 verzichtete er auf eine erneute Kandidatur. Sein Sitz fiel wieder an seinen Vorgänger Watkins, der inzwischen zur Republikanischen Partei übergetreten war. 1998 war Brewster als möglicher Kandidat für die Gouverneurswahlen im Gespräch. Er hat sich dann aber gegen eine Kandidatur entschieden.
Brewster stab im Oktober 2022 im Alter von 80 Jahren an Krebs.